# Mistrzostwa Świata w Lekkoatletyce 2005 – siedmiobój kobiet
Siedmiobój kobiet – jedna z konkurencji rozgrywanych podczas lekkoatletycznych mistrzostw świata w 2005.
Udział w tej konkurencji brało 27 zawodniczek z 21 państw, w ramach tego wieloboju rozegrano konkurencje:
- biegu na 100 m przez płotki (6 sierpnia),
- skoku wzwyż (7 sierpnia),
- pchnięcia kulą (6 sierpnia),
- biegu na 200 m (6 sierpnia),
- skoku w dal (7 sierpnia),
- rzutu oszczepem (7 sierpnia),
- biegu na 800 m (7 sierpnia).

Zawody wygrała reprezentantka Szwecji Carolina Klüft. Drugą pozycję zajęła zawodniczka z Francji Eunice Barber, trzecią zaś reprezentująca Ghanę Margaret Simpson.

## Wyniki
| Miejsce | Zawodniczka           | Państwo           | Konkurencje         | Konkurencje        | Konkurencje        | Konkurencje         | Konkurencje        | Konkurencje        | Konkurencje        | Wynik końcowy | Uwagi |
| Miejsce | Zawodniczka           | Państwo           | 100mH               | HJ                 | SP                 | 200m                | LJ                 | JT                 | 800m               | Wynik końcowy | Uwagi |
| ------- | --------------------- | ----------------- | ------------------- | ------------------ | ------------------ | ------------------- | ------------------ | ------------------ | ------------------ | ------------- | ----- |
| 01 !    | Carolina Klüft        | Szwecja           | 13,19 s (1096 pkt.) | 1,82 m (1003 pkt.) | 15,02 m (862 pkt.) | 23,70 s (1010 pkt.) | 6,87 m (1129 pkt.) | 47,20 m (806 pkt.) | 2:08,89 (981 pkt.) | 6 887 pkt.    | SB    |
| 02 !    | Eunice Barber         | Francja           | 12,94 s (1133 pkt.) | 1,91 m (1119 pkt.) | 13,20 m (741 pkt.) | 24,01 s (980 pkt.)  | 6,75 m (1089 pkt.) | 48,24 m (826 pkt.) | 2:11,94 (936 pkt.) | 6 824 pkt.    |       |
| 03 !    | Margaret Simpson      | Ghana             | 13,55 s (1043 pkt.) | 1,79 m (966 pkt.)  | 13,33 m (749 pkt.) | 24,94 s (892 pkt.)  | 6,09 m (877 pkt.)  | 56,36 m (984 pkt.) | 2:17,02 (864 pkt.) | 6 375 pkt.    |       |
| 4.      | Austra Skujytė        | Litwa             | 14,22 s (947 pkt.)  | 1,82 m (1003 pkt.) | 16,61 m (969 pkt.) | 25,31 s (859 pkt.)  | 6,12 m (887 pkt.)  | 48,82 m (837 pkt.) | 2:17,48 (858 pkt.) | 6 360 pkt.    |       |
| 5.      | Kelly Sotherton       | Wielka Brytania   | 13,33 s (1075 pkt.) | 1,82 m (1003 pkt.) | 13,38 m (753 pkt.) | 23,94 s (986 pkt.)  | 6,41 m (978 pkt.)  | 33,09 m (535 pkt.) | 2:07,96 (995 pkt.) | 6 325 pkt.    |       |
| 6.      | Marie Collonvillé     | Francja           | 13,73 s (1017 pkt.) | 1,85 m (1041 pkt.) | 12,36 m (685 pkt.) | 25,44 s (847 pkt.)  | 6,30 m (943 pkt.)  | 45,65 m (776 pkt.) | 2:11,74 (939 pkt.) | 6 248 pkt.    | SB    |
| 7.      | Naide Gomes           | Portugalia        | 13,88 s (995 pkt.)  | 1,79 m (966 pkt.)  | 14,00 m (794 pkt.) | 25,18 s (870 pkt.)  | 6,47 m (997 pkt.)  | 41,36 m (693 pkt.) | 2:16,31 (874 pkt.) | 6 189 pkt.    |       |
| 8.      | Karin Ruckstuhl       | Holandia          | 13,48 s (1053 pkt.) | 1,79 m (966 pkt.)  | 13,19 m (740 pkt.) | 24,66 s (918 pkt.)  | 6,52 m (1014 pkt.) | 36,84 m (607 pkt.) | 2:16,17 (876 pkt.) | 6 174 pkt.    |       |
| 9.      | Natalija Dobrynska    | Ukraina           | 14,02 s (976 pkt.)  | 1,85 m (1041 pkt.) | 15,20 m (874 pkt.) | 25,90 s (806 pkt.)  | 5,98 m (843 pkt.)  | 44,51 m (754 pkt.) | 2:18,05 (850 pkt.) | 6 144 pkt.    |       |
| 10.     | Sonja Kesselschläger  | Niemcy            | 13,98 s (981 pkt.)  | 1,79 m (966 pkt.)  | 14,04 m (797 pkt.) | 25,81 s (814 pkt.)  | 6,16 m (899 pkt.)  | 45,93 m (781 pkt.) | 2:16,23 (875 pkt.) | 6 113 pkt.    |       |
| 11.     | Jessica Zelinka       | Kanada            | 13,52 s (1047 pkt.) | 1,70 m (855 pkt.)  | 13,64 m (770 pkt.) | 24,13 s (968 pkt.)  | 5,82 m (795 pkt.)  | 42,42 m (714 pkt.) | 2:11,15 (948 pkt.) | 6 097 pkt.    |       |
| 12.     | Hyleas Fountain       | Stany Zjednoczone | 13,60 s (1036 pkt.) | 1,79 m (966 pkt.)  | 11,95 m (658 pkt.) | 24,60 s (924 pkt.)  | 6,50 m (1007 pkt.) | 40,70 m (681 pkt.) | 2:22,98 (783 pkt.) | 6 055 pkt.    |       |
| 13.     | Lilli Schwarzkopf     | Niemcy            | 13,95 s (985 pkt.)  | 1,76 m (928 pkt.)  | 12,99 m (727 pkt.) | 25,68 s (825 pkt.)  | 5,87 m (810 pkt.)  | 46,19 m (786 pkt.) | 2:12,24 (932 pkt.) | 5 993 pkt.    |       |
| 14.     | Irina Naumienko       | Kazachstan        | 14,07 s (968 pkt.)  | 1,76 m (928 pkt.)  | 13,74 m (777 pkt.) | 25,24 s (865 pkt.)  | 6,15 m (896 pkt.)  | 39,30 m (654 pkt.) | 2:14,27 (903 pkt.) | 5 991 pkt.    | SB    |
| 15.     | Kylie Wheeler         | Australia         | 14,32 s (934 pkt.)  | 1,76 m (928 pkt.)  | 12,96 m (725 pkt.) | 25,12 s (876 pkt.)  | 6,18 m (905 pkt.)  | 37,53 m (620 pkt.) | 2:12,33 (931 pkt.) | 5 919 pkt.    |       |
| 16.     | Virginia Miller       | Stany Zjednoczone | 13,45 s (1058 pkt.) | 1,70 m (855 pkt.)  | 12,51 m (695 pkt.) | 24,19 s (963 pkt.)  | 5,92 m (825 pkt.)  | 38,14 m (632 pkt.) | 2:15,69 (883 pkt.) | 5 911 pkt.    |       |
| 17.     | Arjiro Strataki       | Grecja            | 13,96 s (984 pkt.)  | 1,73 m (891 pkt.)  | 13,05 m (731 pkt.) | 25,56 s (836 pkt.)  | 5,93 m (828 pkt.)  | 44,10 m (746 pkt.) | 2:16,77 (868 pkt.) | 5 884 pkt.    |       |
| 18.     | Simone Oberer         | Szwajcaria        | 13,77 s (1011 pkt.) | 1,82 m (1003 pkt.) | 11,96 m (658 pkt.) | 25,52 s (840 pkt.)  | 5,99 m (846 pkt.)  | 37,39 m (617 pkt.) | 2:14,02 (907 pkt.) | 5 882 pkt.    |       |
| 19.     | Magdalena Szczepańska | Polska            | 14,22 s (947 pkt.)  | 1,73 m (891 pkt.)  | 14,04 m (797 pkt.) | 25,96 s (801 pkt.)  | 5,70 m (759 pkt.)  | 46,96 m (801 pkt.) | 2:15,61 (884 pkt.) | 5 880 pkt.    |       |
| 20.     | Yuki Nakata           | Japonia           | 13,99 s (980 pkt.)  | 1,70 m (855 pkt.)  | 11,03 m (597 pkt.) | 25,58 s (834 pkt.)  | 6,06 m (868 pkt.)  | 44,69 m (757 pkt.) | 2:18,52 (844 pkt.) | 5 735 pkt.    |       |
| –       | Karin Ertl            | Niemcy            | 13,84 s (1001 pkt.) | 1,73 m (891 pkt.)  | 13,48 m (759 pkt.) | 25,03 s (884 pkt.)  | 5,67 m (750 pkt.)  | DNS                | DNS                | DNF           |       |
| –       | Janice Josephs        | Południowa Afryka | 13,56 s (1041 pkt.) | 1,58 m (712 pkt.)  | 12,06 m (665 pkt.) | 24,19 s (963 pkt.)  | 5,89 m (816 pkt.)  | DNS                | DNS                | DNF           |       |
| –       | Julia Akułenko        | Ukraina           | 14,42 s (920 pkt.)  | 1,64 m (783 pkt.)  | 13,82 m (782 pkt.) | 25,41 s (850 pkt.)  | DNS                | DNS                | DNS                | DNF           |       |
| –       | Juana Castillo        | Dominikana        | 14,30 s (936 pkt.)  | 1,67 m (818 pkt.)  | 13,09 m (733 pkt.) | 26,61 s (745 pkt.)  | DNS                | DNS                | DNS                | DNF           |       |
| –       | Laurien Hoos          | Holandia          | 13,67 s (1026 pkt.) | 1,70 m (855 pkt.)  | DNS                | DNS                 | DNS                | DNS                | DNS                | DNF           |       |
| –       | Tacciana Alisiewicz   | Białoruś          | 14,50 s (909 pkt.)  | DNS                | DNS                | DNS                 | DNS                | DNS                | DNS                | DNF           |       |
| –       | Tiia Hautala          | Finlandia         | DNS                 | DNS                | DNS                | DNS                 | DNS                | DNS                | DNS                | DNS           |       |